# Alma (película de 2015)
Alma es una película de comedia chilena dirigida por Diego Rougier y protagonizada por Javiera Contador, Fernando Larraín y todo el elenco de la sitcom chilena Casados con Hijos. Fue estrenada el 10 de septiembre de 2015. Esta película relata la historia comicamente de Fernando y su esposa Alma una mujer con trastorno bipolar.
Demostró ser un éxito a nivel nacional, con aproximadamente 250.000 espectadores durante su ciclo de lanzamiento, el cual llegó a abarcar 2 meses. Volviéndola la película chilena más vista del 2015. 

## Argumento
La historia se centra en Fernando (Fernando Larraín), quien está casado con Alma (Javiera Contador), una mujer muy divertida pero con trastorno bipolar que lo echa de la casa porque se entera de que él ya no la soporta. Cuando ella conoce a un pretendiente argentino (Nicolás Cabré), Fernando reacciona y descubre que sigue enamorado de su mujer. Pero ella se ha ido a Buenos Aires. Decidido a recuperarla, viajará entonces a buscarla y convencerla de que ella es su alma gemela.

## Reparto
- Javiera Contador como Alma León.
- Fernando Larraín como Fernando Toro.
- Nicolás Cabré como Gaspar.
- María Izquierdo como María.
- Angélica Castro como Bárbara.
- Fernando Godoy como Vito.
- Marcial Tagle como Pablo Cordero.
- Carmen Gloria Bresky como Romina.
- Dayana Amigo como Marcela.
- Paz Bascuñán como Anita.
- Noah Buccolini como Elisa
- Felipe Izquierdo como vecino de María.
- Luis Dubó como tío de Vito.
- Aranzazú Yankovic como excompañera de Alma.
- Stefan Kramer como él mismo.